# Ischemische hartklachten
Ischemische hartklachten zijn klachten van het hart die ontstaan doordat de bloedtoevoer naar de hartspier zelf onvoldoende is, meestal door vernauwingen of verstoppingen van de kransslagaders. De meest voorkomende indicatie voor ischemische hartklachten is een zwaar drukkend gevoel op de borst. Ischemie is een onvoldoende doorbloeding naar een orgaan of weefsel, waardoor er in het betreffende weefsel een zuurstoftekort optreedt. Ischemische klachten kunnen zowel oorzaak als gevolg zijn van angina pectoris of van een hartinfarct.